# آن هامبتون كالاواي
آن هامبتون كالاواي (بالإنجليزية: Ann Hampton Callaway)‏ هي ملحنة ومغنية وكاتبة أغاني وممثلة أمريكية، ولدت في 30 مايو 1958 في شيكاغو في الولايات المتحدة. من الجوائز التي نالتها جائزة المسرح العالمي سنة 2000.

## جوائز
- جائزة المسرح العالمي (2000)

## وصلات خارجية
- آن هامبتون كالاواي على موقع IMDb (الإنجليزية)
- آن هامبتون كالاواي على موقع روتن توميتوز (الإنجليزية)
- آن هامبتون كالاواي على موقع ميوزك برينز (الإنجليزية)
- آن هامبتون كالاواي على موقع قاعدة بيانات برودواي على الإنترنت (الإنجليزية)
- آن هامبتون كالاواي على موقع أول ميوزيك (الإنجليزية)
- آن هامبتون كالاواي على موقع ديسكوغز (الإنجليزية)